# المدعي العسكري دوبيرمان
المدعي العسكري دوبيرمان (بالكورية: 군검사 도베르만)؛ هو مسلسل تلفزيوني كوري جنوبي، من بطولة اهن بو هيون وجو بو آه. عرض على قناة تي في إن من 28 فبراير إلى 26 أبريل 2022. كما انه متاح على منصة فيكي.

## القصة
تروي قصة دو باي مان (أهن بو هيون)، الذي أصبح مدعيًا عسكريًا للمال والشهرة، لكنه يتطلع إلى يوم تقاعده. وتشا وو إن (جو بو اه)، التي ولدت في عائلة تشيبول وأصبحت مدعيًا عسكريًا للانتقام. 
يجتمع دو باي مان و تشا وو ان معًا، و يعملان على تحقيق أهدافهما المختلفة. وخلال هذا الوقت، يتعلم دو بايمان كيف يصبح مدعيا عسكريا حقيقيا بعد إن كان يتقاضى الرشوى .

## طاقم

### رئيسي
- أهن بو هيون في دور باي مان.[10]

مدعيًا عسكريًا لتحقيق النجاح والثروة. وظيفته هي مجرد وسيلة لتحقيق النجاح. كما أنه يتطلع إلى ترك وظيفته كمدعي عام عسكري.
- جو بو آه بدور تشا وو إن.[10]

من عائلة ثرية من عائلة تشايبول وتعمل مدعية عامة عسكرية مبتدئة. إنها واثقة ولا تخشى الأقوياء  وذو السلطة، لديها مهارات تحقيق ممتازة بالنسبة لشخص في مثل عمرها. كما أن تشا وو إن لديها دوافع خفية ، فقد أصبحت مدعية عسكرية للانتقام.
- أو يون سو في دور نوه هوا يونغ. (أول قائدة امرأة للجيش الكوري منذ تأسيس الجيش.[11]
- كيم يونغ مين في دور يونغ مون-جوو. (محامي ومدعي عام سابق وهو شخصية طموحة.[12]
- كيم وو سوك في دور نوه تاي نام

من عائلة تشايبول من الجيل الثالث أصبح رئيسًا لتكتل وهو رائد أعمال في أواخر العشرينات من عمره.

### أدوار داعمه[14]
- كانغ مال غوم في دور دو سو كيونغ.[15]
- جو جيون هان بدور يون سانغ جي

محقق عسكري من مكتب المحاماة العسكري ولديه مهارات ممتازة في استخدام الكمبيوتر والقيادة.
- كانغ يونغ سيوك في دور كانغ ها جون

وكيل الصناعة العسكرية الذي يساعد تشا وو إن.
- كيم ها نا بدور أهن يورا

محققة ومساعدة تشا وو إن.
- يوو بي إن في دور هان سي نا

عارضة طموحة ومن محبي المغني ألين. لقد أرسلت له رسالة مباشرة من الانستجرام وحصلت على رد من ألين. كانت متحمسة لمقابلة ألين في ملهى نوه تاي نام الليلي. ومع ذلك ، كان اجتماعها مع تاي نام وألين هو بداية محنتها، مما يجعل تشا وو إن تنتقم من ألين وأصدقائه.

### أخرون
- بارك سانغ نام في دور ألين.

مشهور وسيم وصديق نوه تاي نام.

## المشاهدات
| الموسم | الموسم | رقم الحلقة | رقم الحلقة | رقم الحلقة | رقم الحلقة | رقم الحلقة | رقم الحلقة | رقم الحلقة | رقم الحلقة | رقم الحلقة | رقم الحلقة | رقم الحلقة | رقم الحلقة | رقم الحلقة | رقم الحلقة | رقم الحلقة | رقم الحلقة | المتوسط |
| الموسم | الموسم | 1          | 2          | 3          | 4          | 5          | 6          | 7          | 8          | 9          | 10         | 11         | 12         | 13         | 14         | 15         | 16         | المتوسط |
| ------ | ------ | ---------- | ---------- | ---------- | ---------- | ---------- | ---------- | ---------- | ---------- | ---------- | ---------- | ---------- | ---------- | ---------- | ---------- | ---------- | ---------- | ------- |
|        | 1      | 1.263      | 1.576      | 1.589      | 1.838      | 1.780      | 2.088      | 1.712      | 1.935      | 1.737      | 1.615      | 1.606      | 1.935      | 1.753      | 1.896      | 1.930      | 2.279      | 1.783   |

وفقا لنيلسن، فقد حققت الحلقة السادسة رقماً قياسياً في نسب المشاهدة، حيث سجلت متوسط تقييم 8.6% بحوالي أكثر من 2 مليون مشاهدة.
حققت الحلقة الاخيرة من المسلسل نسبة تقييم 10% بحوالي أكثر من 2.2 مليون مشاهدة.
| الحلقات | تاريخ البث     | تقييمات (AGB Nielsen) | تقييمات (AGB Nielsen) |
| الحلقات | تاريخ البث     | على الصعيد الوطني     | سيئول                 |
| ------- | -------------- | --------------------- | --------------------- |
| 1       | 28 فبراير 2022 | 5.263%                | 5.862%                |
| 2       | 1 مارس 2022    | 7.009%                | 8.119%                |
| 3       | 7 مارس 2022    | 7.201%                | 7.701%                |
| 4       | 8 مارس 2022    | 7.878%                | 8.387%                |
| 5       | 14 مارس 2022   | 7.928%                | 8.888%                |
| 6       | 15 مارس 2022   | 8.666%                | 10.016%               |
| 7       | 21 مارس 2022   | 7.832%                | 9.022%                |
| 8       | 22 مارس 2022   | 8.791%                | 9.794%                |
| 9       | 4 أبريل 2022   | 7.676%                | 8.405%                |
| 10      | 5 أبريل 2022   | 7.424%                | 8.436%                |
| 11      | 11 أبريل 2022  | 7.473%                | 7.473%                |
| 12      | 12 أبريل 2022  | 8.742%                | 9.498%                |
| 13      | 18 أبريل 2022  | 8.248%                | 9.538%                |
| 14      | 19 أبريل 2022  | 8.848%                | 10.492%               |
| 15      | 25 أبريل 2022  | 8.641%                | 9.465%                |
| 16      | 26 أبريل 2022  | 10.081%               | 10.966%               |
| المعدل  | المعدل         | 7.981%                | 8.938%                |

## الإنتاج
- تخطيط : كيم يونغ كيو (S.D).
- فريق العمل : شركة لوجوس فيلم بقيادة المنتج لي جانغ-سو.[28]
- أخراج وكتابة : المسلسل من إخراج جين تشانغ كيو الذي عمل على مسلسل «أب سيئ» لعام 2018. ومن كتابة يون هيون هو الذي كتب مسلسل تذكر حرب الابن (2015)، محامي خارج عن القانون (2018)، وفيلم مهمة سرية (2017).[5]

## روابط خارجية
- الموقع الرسمي
 باللغة الكورية
- المدعي العسكري دوبيرمان على موقع IMDb (الإنجليزية)
- المدعي العسكري دوبيرمان على موقع نتفليكس (الإنجليزية)
- المدعي العسكري دوبيرمان على موقع قاعدة بيانات الفيلم (الإنجليزية)
- المدعي العسكري دوبيرمان على هانسينما